# 新宮市

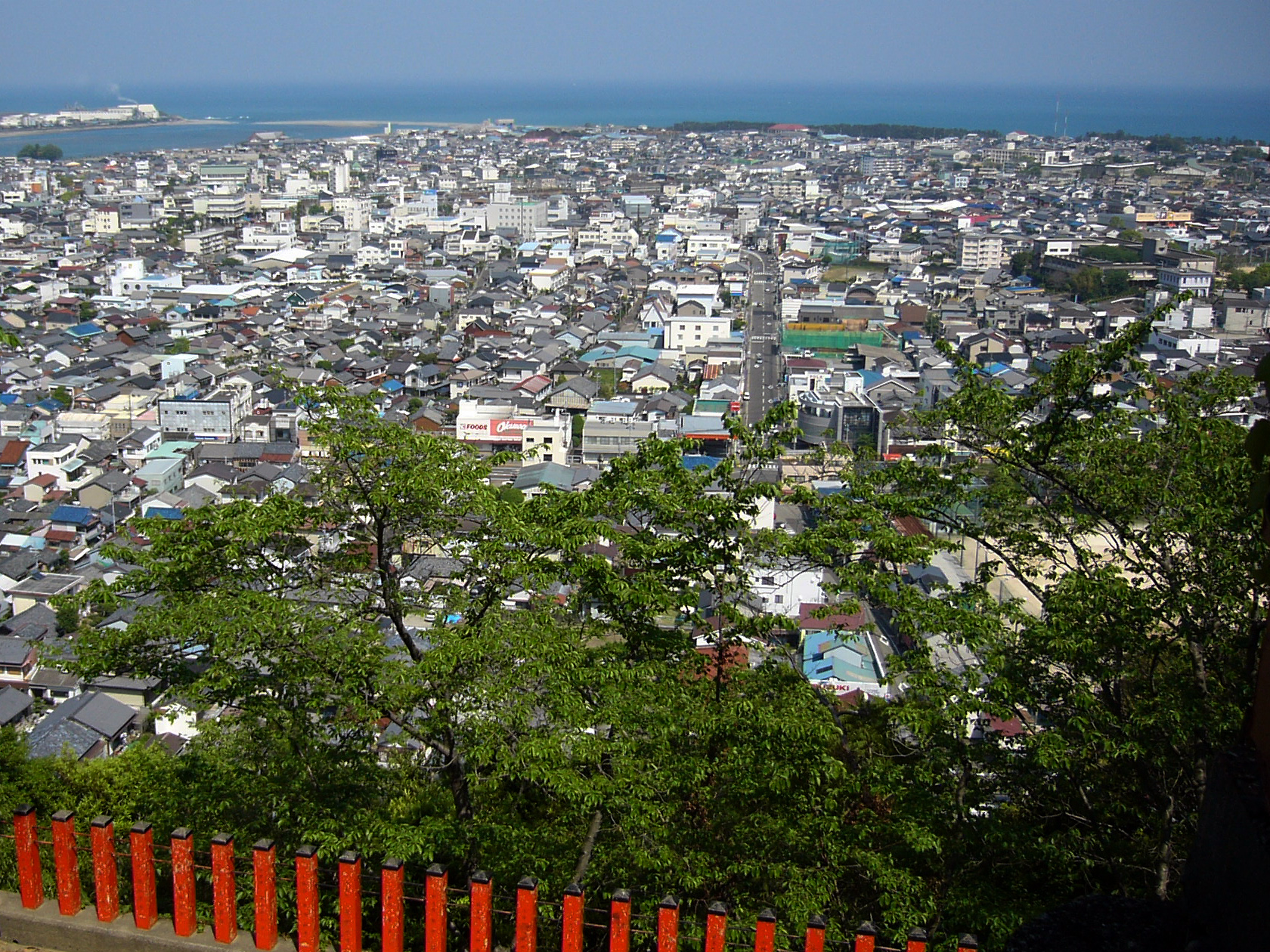
神倉神社から見た中心市街地

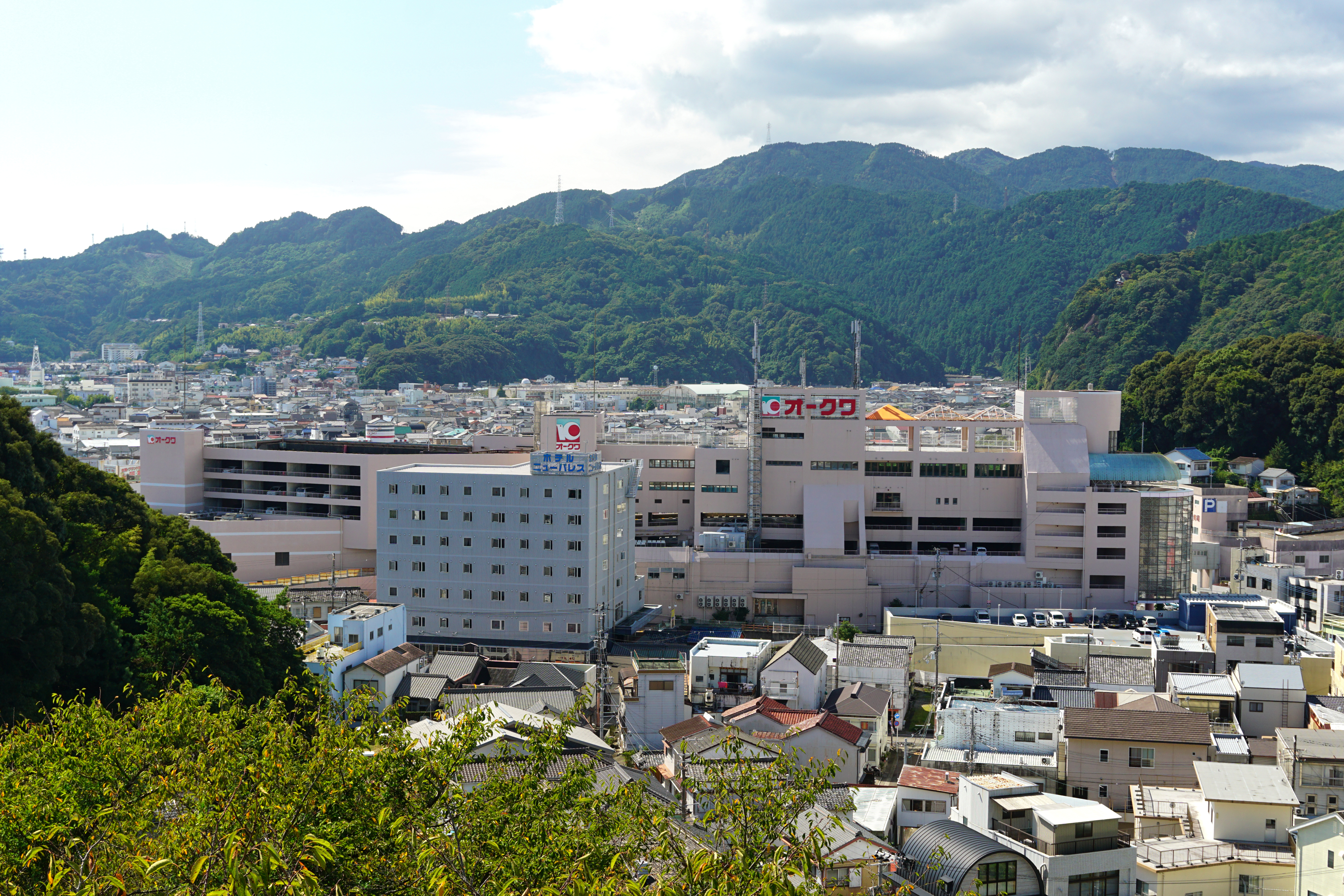
新宮城から見た中心市街地

新宮市（しんぐうし）は、和歌山県南部にある市。熊野川の河口に位置する。

## 概要
熊野川の河口の西側に位置し、熊野三山のひとつである熊野速玉大社の鳥居前町として栄えて来た。また、熊野本宮大社への入口として、熊野川の舟運を利用した木材の集散地でもあった。和歌山県と三重県にまたがる熊野地方（旧牟婁郡）の中心都市である。
1933年（昭和8年）に東牟婁郡新宮町・三輪崎町が合併して新宮市が発足した。2005年（平成17年）に（旧）新宮市が東牟婁郡熊野川町と合併して（新）新宮市が発足した。

## 地理

新宮市中心部周辺の空中写真。
2019年10月5日撮影の36枚を合成作成。。

### 地形
市内の熊野川町嶋津・玉置口が飛地となっている。
- 浮島

#### 山地
主な山
- 千穂ヶ峯
- 神倉山
- 権現山

#### 河川
主な川
- 熊野川 - 1998年に「新宮川」の名称が「熊野川」に変更された。
- 北山川
- 和田川

#### 海域
- 熊野灘 - 今後発生が予測される南海トラフ巨大地震の際には、市内の海岸に最大9mの津波が到達することが予想されている[1]。

### 気候
太平洋側気候に属し、気候は温暖だが降水量が多い。台風銀座として知られる。
- 気温 - 最高39.6℃（2024年（令和6年）7月8日）、最低−4.6℃（1981年（昭和56年）2月27日）[2]
- 最大日降水量 - 532.0ミリ（2017年（平成29年）10月22日）[2]
- 最大瞬間風速 - 37.8 メートル（2018年（平成30年）9月4日）[2]

| 新宮（平年：1991-2020、記録：1976-2025、標高18m）の気候 | 新宮（平年：1991-2020、記録：1976-2025、標高18m）の気候 | 新宮（平年：1991-2020、記録：1976-2025、標高18m）の気候 | 新宮（平年：1991-2020、記録：1976-2025、標高18m）の気候 | 新宮（平年：1991-2020、記録：1976-2025、標高18m）の気候 | 新宮（平年：1991-2020、記録：1976-2025、標高18m）の気候 | 新宮（平年：1991-2020、記録：1976-2025、標高18m）の気候 | 新宮（平年：1991-2020、記録：1976-2025、標高18m）の気候 | 新宮（平年：1991-2020、記録：1976-2025、標高18m）の気候 | 新宮（平年：1991-2020、記録：1976-2025、標高18m）の気候 | 新宮（平年：1991-2020、記録：1976-2025、標高18m）の気候 | 新宮（平年：1991-2020、記録：1976-2025、標高18m）の気候 | 新宮（平年：1991-2020、記録：1976-2025、標高18m）の気候 | 新宮（平年：1991-2020、記録：1976-2025、標高18m）の気候 |
| 月                                                      | 1月                                                     | 2月                                                     | 3月                                                     | 4月                                                     | 5月                                                     | 6月                                                     | 7月                                                     | 8月                                                     | 9月                                                     | 10月                                                    | 11月                                                    | 12月                                                    | 年                                                      |
| ------------------------------------------------------- | ------------------------------------------------------- | ------------------------------------------------------- | ------------------------------------------------------- | ------------------------------------------------------- | ------------------------------------------------------- | ------------------------------------------------------- | ------------------------------------------------------- | ------------------------------------------------------- | ------------------------------------------------------- | ------------------------------------------------------- | ------------------------------------------------------- | ------------------------------------------------------- | ------------------------------------------------------- |
| 最高気温記録 °C （°F）                                  | 21.7 (71.1)                                             | 24.8 (76.6)                                             | 27.8 (82)                                               | 31.5 (88.7)                                             | 34.2 (93.6)                                             | 36.3 (97.3)                                             | 39.6 (103.3)                                            | 39.3 (102.7)                                            | 37.4 (99.3)                                             | 32.8 (91)                                               | 27.1 (80.8)                                             | 24.5 (76.1)                                             | 39.6 (103.3)                                            |
| 平均最高気温 °C （°F）                                  | 11.9 (53.4)                                             | 12.8 (55)                                               | 15.7 (60.3)                                             | 19.9 (67.8)                                             | 23.3 (73.9)                                             | 25.8 (78.4)                                             | 30.0 (86)                                               | 30.9 (87.6)                                             | 28.0 (82.4)                                             | 23.7 (74.7)                                             | 19.1 (66.4)                                             | 14.3 (57.7)                                             | 21.3 (70.3)                                             |
| 日平均気温 °C （°F）                                    | 7.6 (45.7)                                              | 8.3 (46.9)                                              | 11.3 (52.3)                                             | 15.7 (60.3)                                             | 19.4 (66.9)                                             | 22.4 (72.3)                                             | 26.3 (79.3)                                             | 27.2 (81)                                               | 24.6 (76.3)                                             | 20.0 (68)                                               | 15.0 (59)                                               | 9.9 (49.8)                                              | 17.3 (63.1)                                             |
| 平均最低気温 °C （°F）                                  | 3.6 (38.5)                                              | 4.2 (39.6)                                              | 7.0 (44.6)                                              | 11.5 (52.7)                                             | 15.7 (60.3)                                             | 19.4 (66.9)                                             | 23.3 (73.9)                                             | 24.3 (75.7)                                             | 21.8 (71.2)                                             | 16.9 (62.4)                                             | 11.4 (52.5)                                             | 6.0 (42.8)                                              | 13.8 (56.8)                                             |
| 最低気温記録 °C （°F）                                  | −3.4 (25.9)                                             | −4.6 (23.7)                                             | −1.7 (28.9)                                             | 2.3 (36.1)                                              | 8.7 (47.7)                                              | 13.8 (56.8)                                             | 17.3 (63.1)                                             | 18.0 (64.4)                                             | 13.5 (56.3)                                             | 7.2 (45)                                                | 2.5 (36.5)                                              | −0.9 (30.4)                                             | −4.6 (23.7)                                             |
| 降水量 mm （inch）                                      | 110.1 (4.335)                                           | 151.8 (5.976)                                           | 259.8 (10.228)                                          | 299.1 (11.776)                                          | 311.7 (12.272)                                          | 444.6 (17.504)                                          | 342.2 (13.472)                                          | 276.4 (10.882)                                          | 443.0 (17.441)                                          | 401.0 (15.787)                                          | 184.0 (7.244)                                           | 109.6 (4.315)                                           | 3,332.9 (131.217)                                       |
| 平均月間日照時間                                        | 200.1                                                   | 182.6                                                   | 196.4                                                   | 196.2                                                   | 183.7                                                   | 127.4                                                   | 174.4                                                   | 209.1                                                   | 145.8                                                   | 149.4                                                   | 165.1                                                   | 194.2                                                   | 2,124.3                                                 |
| 出典1：気象庁                                           |                                                         |                                                         |                                                         |                                                         |                                                         |                                                         |                                                         |                                                         |                                                         |                                                         |                                                         |                                                         |                                                         |
| 出典2：気象庁                                           |                                                         |                                                         |                                                         |                                                         |                                                         |                                                         |                                                         |                                                         |                                                         |                                                         |                                                         |                                                         |                                                         |

### 地域

#### 地区
新宮市街
- 王子町1 - 3、田鶴原町1 - 2、清水元1 - 2、あけぼの、熊野地1 - 2、蓬莱1 - 3、阿須賀1 - 2、池田1 - 3、伊佐田町1 - 2、徐福1 - 2、丸山、春日、野田、下田1 - 3、緑ケ丘1 - 3、浮島、井の沢、大橋通1 - 4、船町1 - 3、下本町1 - 2、上本町1 - 2、新町1 - 3、元鍛冶町1 - 2、相筋1 - 2、仲之町1 - 3、薬師町、横町1 - 2、別当屋敷町、谷王子町、馬町1 - 2、千穂1 - 3、神倉1 - 4、磐盾、五新、橋本1 - 2、新宮
- 三輪崎地区
  - 三輪崎（三輪崎1 - 3）、佐野（佐野1 - 3）、蜂伏、木ノ川
- 高田地区
  - 南檜杖、相賀、高田

旧熊野川町地域
- 三津ノ地区
  - 熊野川町田長、熊野川町能城山本、熊野川町日足、熊野川町椋井、熊野川町赤木
- 小口地区
  - 熊野川町上長井、熊野川町西、熊野川町東、熊野川町大山、熊野川町鎌塚、熊野川町瀧本、熊野川町畝畑、熊野川町北ノ川
- 九重地区
  - 熊野川町宮井、熊野川町四瀧、熊野川町九重、熊野川町相須
- 敷屋地区
  - 熊野川町東敷屋、熊野川町西敷屋、熊野川町篠尾
- 玉置口地区（飛地）
  - 熊野川町嶋津、熊野川町玉置口

### 人口
| |                                        |  |
| 新宮市と全国の年齢別人口分布（2005年） | 新宮市の年齢・男女別人口分布（2005年） |  |
| ■紫色 ― 新宮市 ■緑色 ― 日本全国 | ■青色 ― 男性 ■赤色 ― 女性              |  |
| 新宮市（に相当する地域）の人口の推移 \| 1970年（昭和45年） \| 42,073人 \| \| \| 1975年（昭和50年） \| 41,748人 \| \| \| 1980年（昭和55年） \| 42,428人 \| \| \| 1985年（昭和60年） \| 40,465人 \| \| \| 1990年（平成2年） \| 38,140人 \| \| \| 1995年（平成7年） \| 36,278人 \| \| \| 2000年（平成12年） \| 35,176人 \| \| \| 2005年（平成17年） \| 33,790人 \| \| \| 2010年（平成22年） \| 31,498人 \| \| \| 2015年（平成27年） \| 29,331人 \| \| \| 2020年（令和2年） \| 27,171人 \| \| |                                        |  |
| 総務省統計局 国勢調査より |                                        |  |
| 1970年（昭和45年） | 42,073人                               |  |
| 1975年（昭和50年） | 41,748人                               |  |
| 1980年（昭和55年） | 42,428人                               |  |
| 1985年（昭和60年） | 40,465人                               |  |
| 1990年（平成2年） | 38,140人                               |  |
| 1995年（平成7年） | 36,278人                               |  |
| 2000年（平成12年） | 35,176人                               |  |
| 2005年（平成17年） | 33,790人                               |  |
| 2010年（平成22年） | 31,498人                               |  |
| 2015年（平成27年） | 29,331人                               |  |
| 2020年（令和2年） | 27,171人                               |  |

### 隣接自治体
和歌山県
- 田辺市
- 東牟婁郡古座川町
- 東牟婁郡那智勝浦町

 三重県
- 熊野市
- 南牟婁郡紀宝町

 奈良県
- 吉野郡十津川村

## 歴史

### 古代
古代の新宮は熊野国造の領土に属し、日本書紀には、熊野神邑（くまのかむのむら）として登場した。

### 中世

#### 戦国時代
戦国時代の奥熊野地方は､小豪族が各地にあってそれぞれが独立して領地を治めていた。特に熊野三山とその周辺の土地は、三山の領地として(神領)認められていた。その神領を七上鋼と呼ばれる人達(新宮氏･芝氏･宮崎氏･滝本氏･中曾氏・箕島氏)が合議制で経営していた。彼ら七人は源行家の子孫または神官の出身といわれている。そのなかで堀内氏が力をつけてきた。堀内氏は佐野に居住し、いつごろかはわかっていないが勢力をはっていた石垣氏を配下におき天文 (元号)年間初頭(1530年代)には勢力を持っていた。

### 近世

#### 江戸時代
江戸時代には紀伊浅野藩の筆頭家老として浅野家一門の浅野忠長が入るが一代で備後三原（現在の広島県三原市）へ転封。
幕府にとって紀伊国の南の要衝として重視され、徳川頼宣が和歌山に入ると、新宮に水野重央が城代として入った。
新宮城代水野忠央は、幕末期に紀伊藩主徳川家茂（慶福）を14代将軍に擁立するなど、中央政界にも活躍を見せた。
明治維新の際、新宮藩となる。

### 近代

#### 昭和
- 1933年（昭和8年）10月1日 - 東牟婁郡新宮町・三輪崎町が対等合併して新宮市が発足。和歌山市に次いで和歌山県内2番目の市。
- 1935年（昭和10年）4月5日 - 熊野大橋完成。橋完成以前は、三重県営の渡し船が交通手段[4]。

### 現代

#### 昭和
- 1946年（昭和21年）12月21日 - 南海地震が発生。マグニチュード8.1に達し、新宮市内で死者58人、負傷者245人、全焼2398戸、全壊600戸ほか。翌年県下に行われた昭和天皇の戦後巡幸では、市長が地震後の状況について天皇に奏上した[5]。
- 1956年（昭和31年）9月30日 - 高田村を編入。
- 1959年（昭和34年）7月15日 - 紀勢本線が全通。
- 1951年（昭和26年）11月1日 - 「新宮市歌」（作詞：佐藤春夫、作曲：信時潔）を制定。
- 1977年（昭和52年）4月16日　-　昭和天皇、香淳皇后が第28回全国植樹祭開催に合わせ市内に行幸啓。新宮木材協同組合、熊野木まつり屋外展示会場などを視察[6]。

#### 平成
- 2005年（平成17年）10月1日 - （旧）新宮市と熊野川町が合併し、（新）新宮市が発足。
- 2011年（平成23年）9月4日 - 台風12号による豪雨で旧熊野川町域をはじめ市内各地で浸水や土砂崩れの被害が相次ぐ。熊野川庁舎では三階付近まで浸水。熊野川町内にある道の駅は建物ごと跡形もなく流出した。

## 行政

### 歴代市長
| 代 | 氏名       | 就任                       | 退任                       | 備考  |
| -- | ---------- | -------------------------- | -------------------------- | ----- |
| 1  | 佐藤春陽   | 2005年（平成17年）10月30日 | 2009年（平成21年）10月29日 |       |
| 2  | 田岡実千年 | 2009年（平成21年）10月30日 | （現職）                   | 4期目 |

### 議会

#### 市議会
定数：15名
任期：2023年5月1日 - 2027年4月30日
- 議長：三栗章史（みくり しょうじ）
- 副議長：大石元則（おおいし もとのり）

#### 衆議院
- 選挙区：和歌山2区（海南市、橋本市、有田市、御坊市、田辺市、新宮市、海草郡、伊都郡、有田郡、日高郡、西牟婁郡、東牟婁郡）
- 任期：2024年10月27日 - 2028年10月26日
- 投票日：2024年10月27日
- 当日有権者数：378,558人
- 投票率：62.71％

| 当落 | 候補者名 | 年齢 | 所属党派   | 新旧別 | 得票数    |
| ---- | -------- | ---- | ---------- | ------ | --------- |
| 当   | 世耕弘成 | 61   | 無所属     | 新     | 101,739票 |
|      | 二階伸康 | 46   | 自由民主党 | 新     | 71,114票  |
|      | 新古祐子 | 52   | 立憲民主党 | 新     | 33,147票  |
|      | 楠本文郎 | 70   | 日本共産党 | 新     | 19,062票  |
|      | 高橋秀彰 | 42   | 鼎立の党   | 新     | 6,033票   |

## 対外関係

### 提携都市

#### 国内
- 名取市（宮城県）
  - 2008年（平成20年）10月1日 - 姉妹都市提携
- 気仙沼市（宮城県）
  - 2018年（平成30年）10月27日 - 歴史・文化・産業交流都市提携
- 三原市（広島県）
  - 2019年（令和元年）11月10日 - 姉妹都市提携
- 一関市（岩手県）
  - 2021年（令和3年）7月21日 - 友好都市提携

#### 海外
- サンタクルーズ市（アメリカ合衆国 カリフォルニア州）
  - 1974年（昭和49年）12月25日 - 姉妹都市提携

## 施設

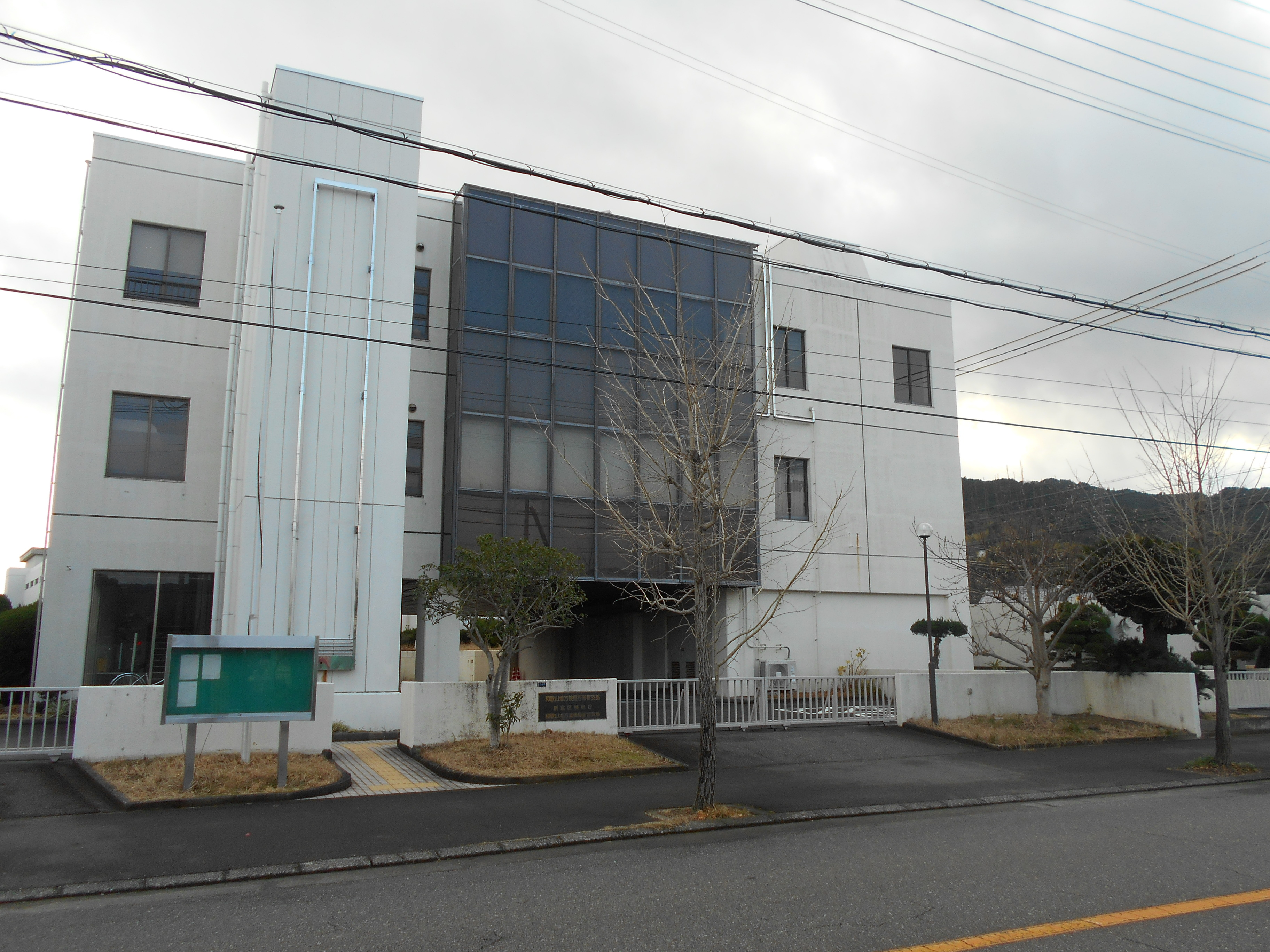
新宮区検察庁

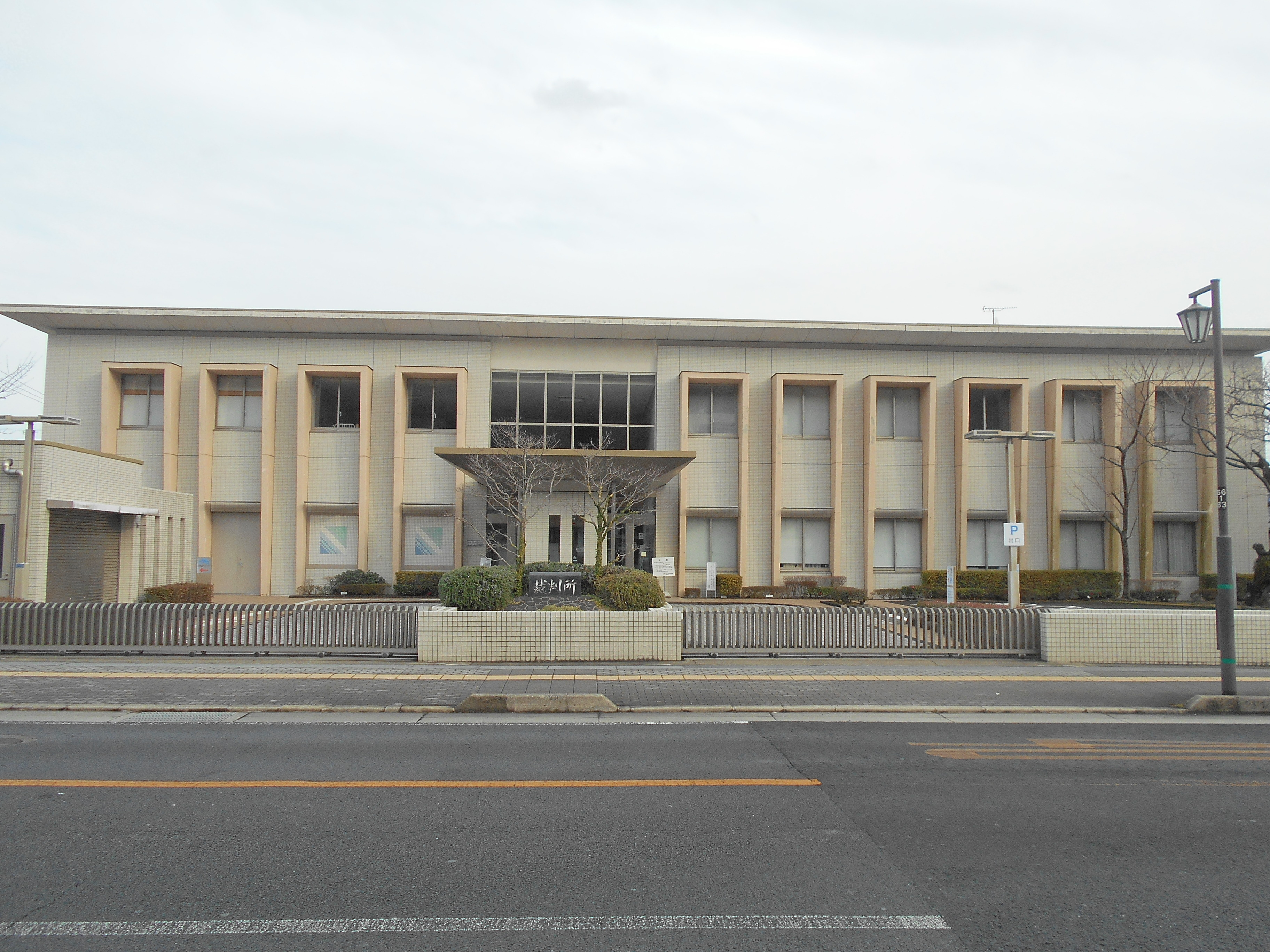
新宮簡易裁判所

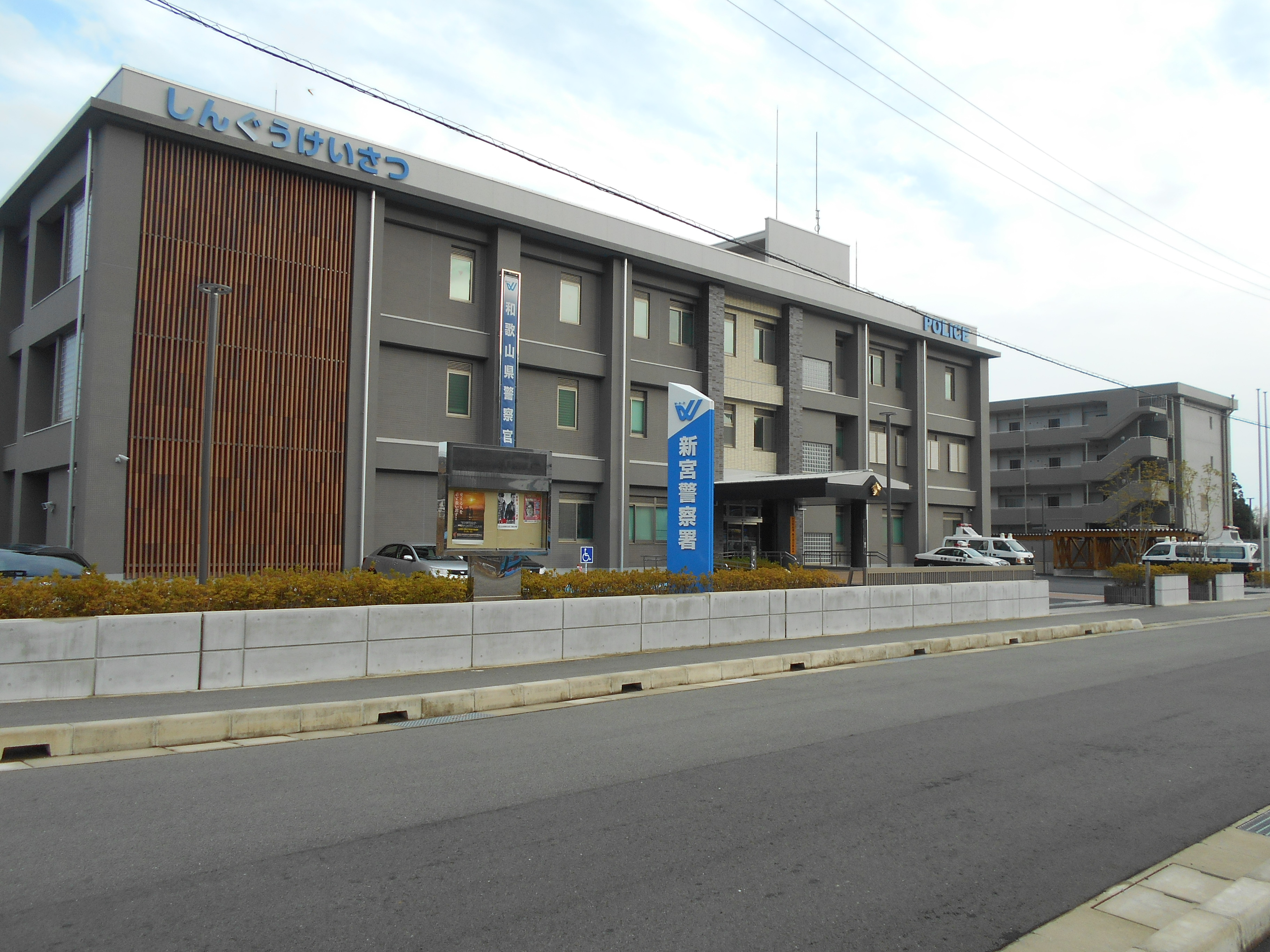
新宮警察署

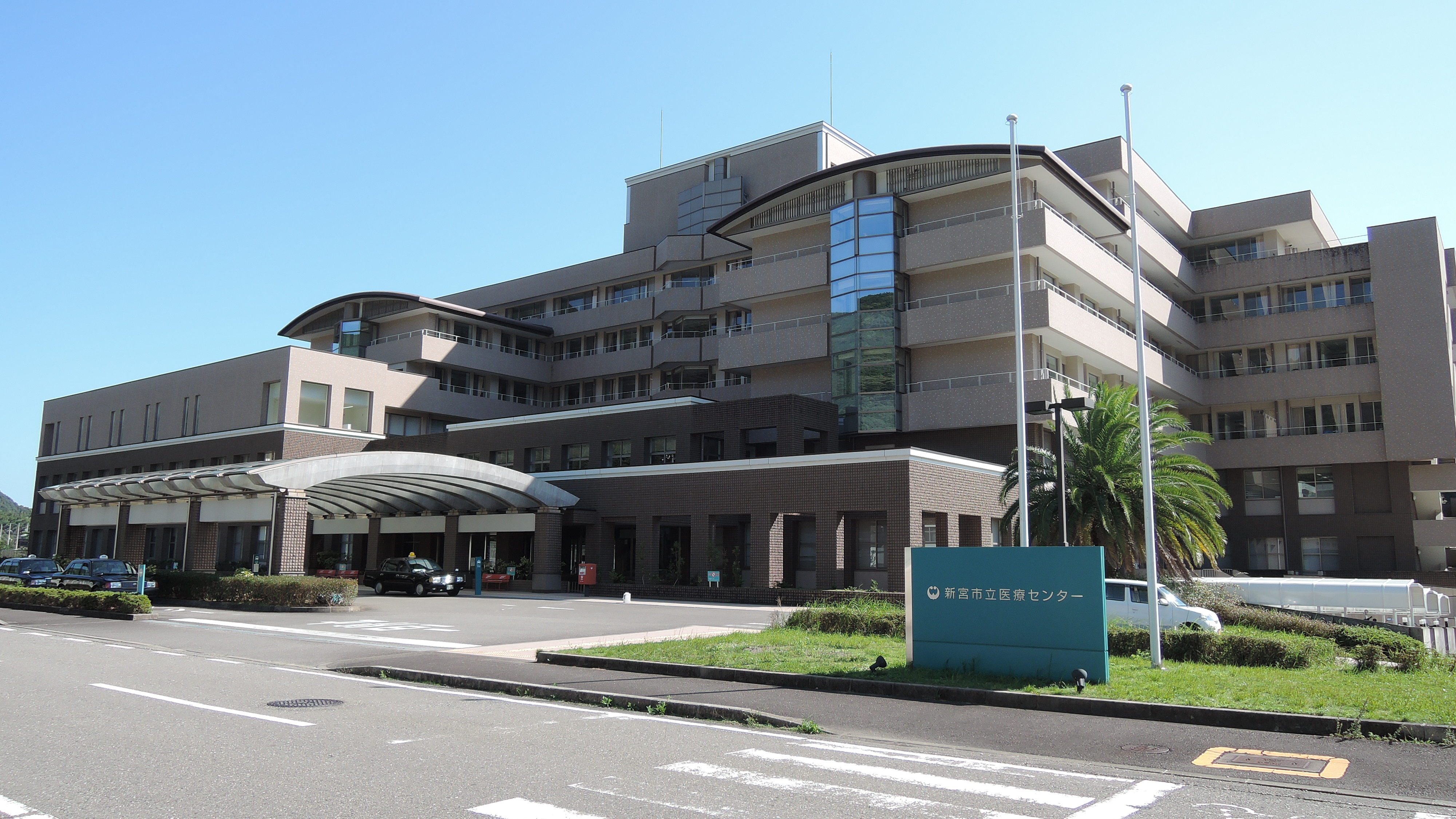
新宮市立医療センター

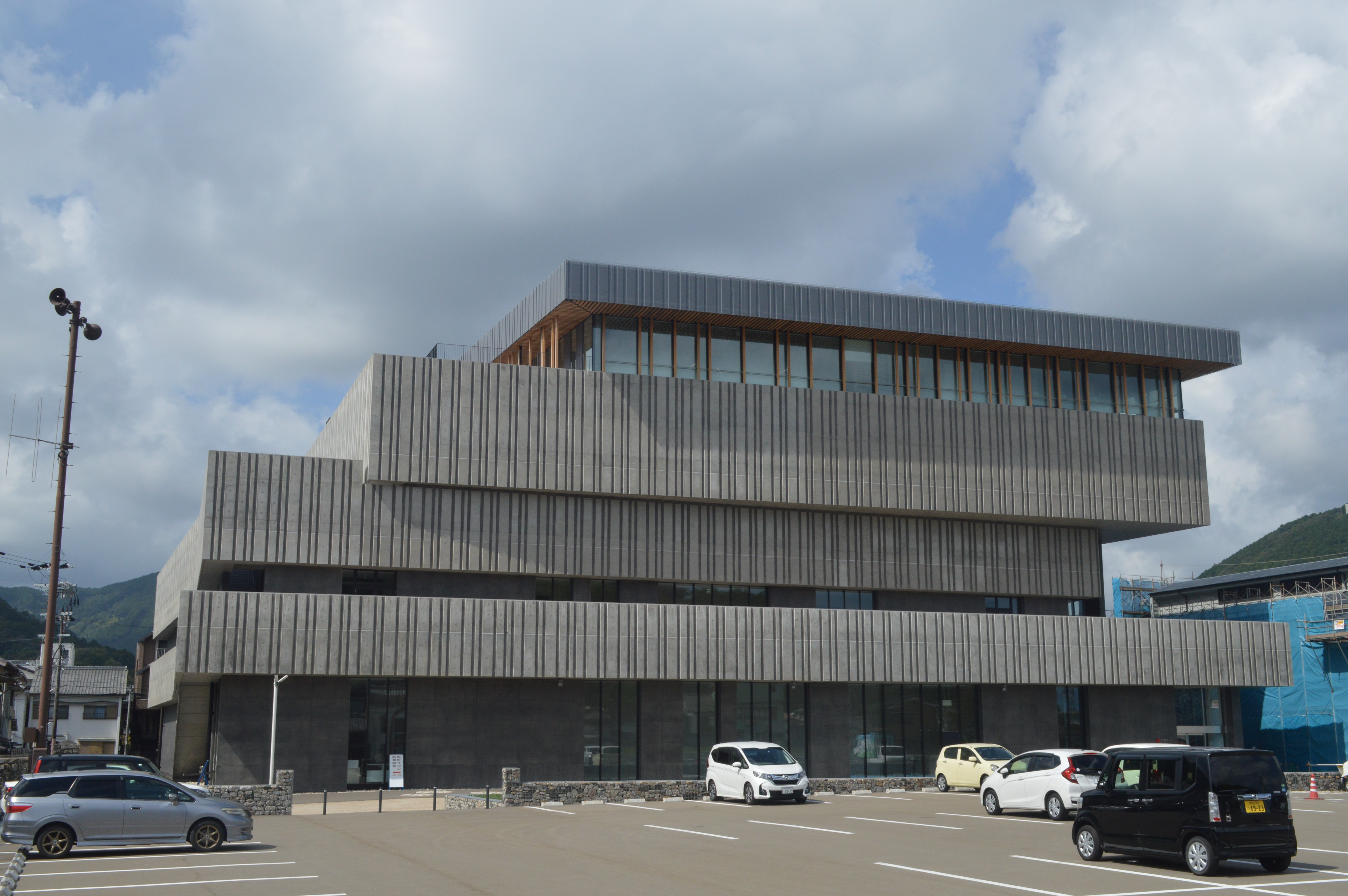
丹鶴ホール

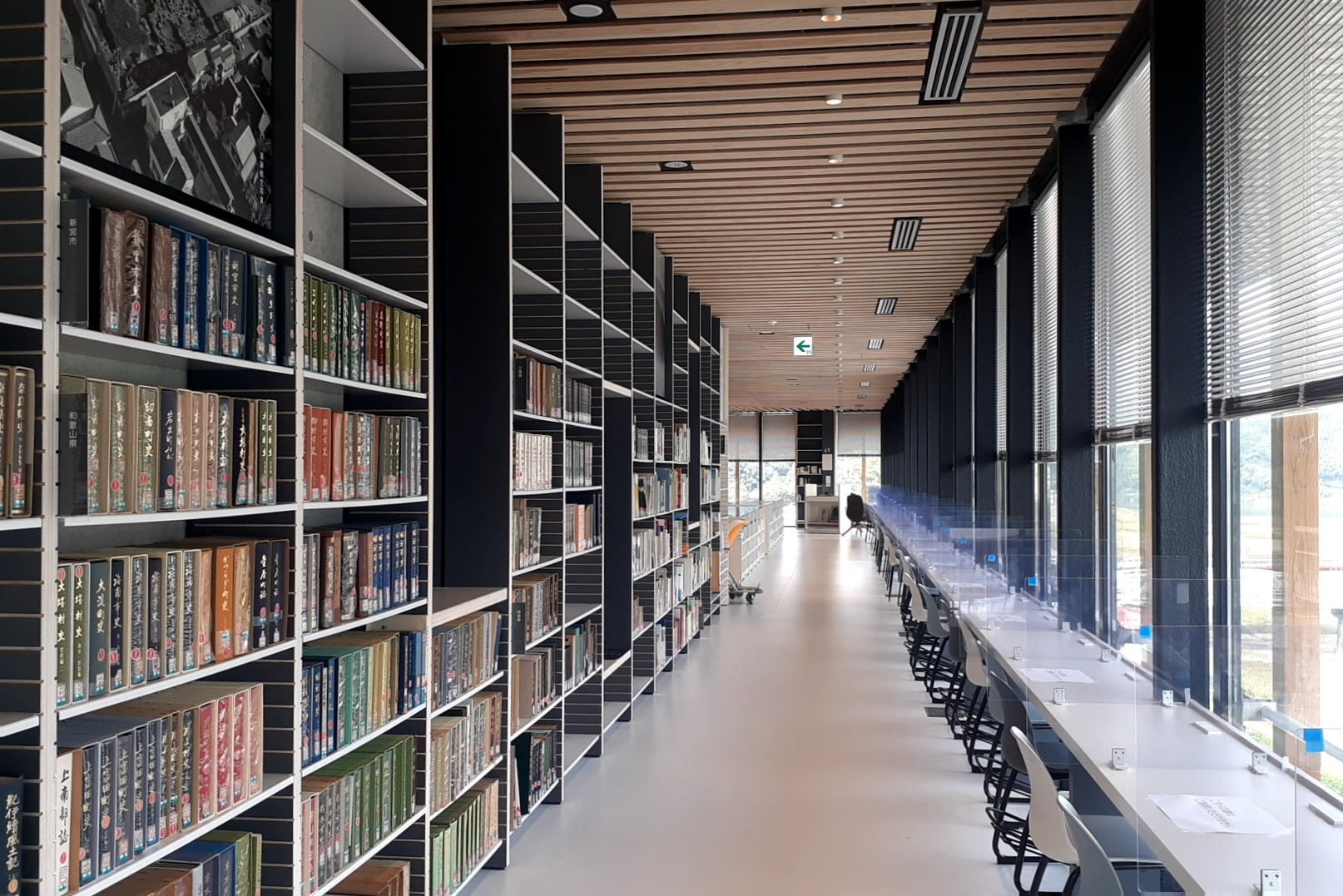
新宮市立図書館

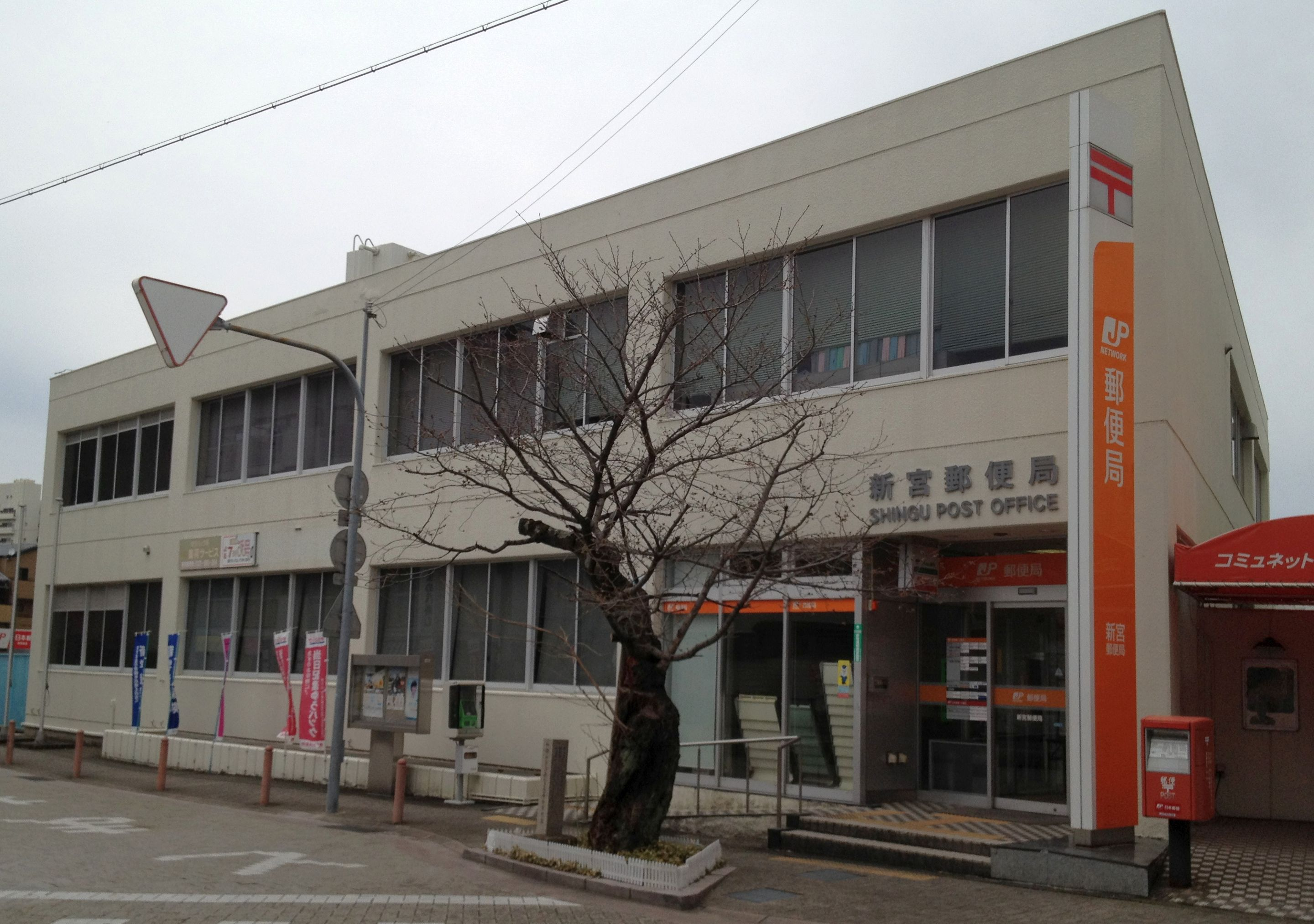
新宮郵便局

和歌山県南部の中心都市として地方支分部局などの出先機関が多く置かれている。

### 国家機関
検察庁
- 和歌山地方検察庁 - 新宮区検察庁

法務局
- 和歌山地方法務局 新宮支局

国税局
- 大阪国税局 新宮税務署

厚生労働省
- 和歌山労働局 新宮労働基準監督署

環境省
- 近畿地方環境事務所 熊野自然保護官事務所

簡易裁判所
- 新宮簡易裁判所

### 警察
本部
- 和歌山県警察 - 新宮警察署

交番
- 大橋交番（新宮市大橋通）
- 新宮駅前交番（新宮市徐福）
- 三輪崎交番（新宮市三輪崎）

警察官連絡所
- 広角警察官連絡所（新宮市新宮）

### 消防
本部
- 新宮市消防本部

消防署
- 新宮消防署（新宮市新宮5063-3）

出張所
- 熊野川消防出張所（新宮市熊野川町日足324）

消防吏員派出所
- 三輪崎消防吏員派出所（新宮市三輪崎1丁目6-19）

### 医療施設
- 新宮市立医療センター

### 社会教育施設
- 丹鶴ホール
- 新宮市立図書館

### 郵便局
集配郵便局
- 新宮郵便局（伊佐田町）

- 日足郵便局（熊野川町日足）

無集配郵便局
- 新宮中央通郵便局（井の沢）
- 新宮初野地（ういのじ）郵便局（千穂）
- 新宮横町郵便局（大橋通）
- 熊野地（くまのじ）郵便局（蓬莱）

- 新宮佐野郵便局（佐野）
- 三輪崎郵便局（三輪崎）
- 新宮橋本郵便局（橋本）
- 新宮王子郵便局（田鶴原町）

- 高田（たかた）郵便局（高田）
- 小口郵便局（熊野川町上長井）
- 九重（くじゅう）郵便局（熊野川町九重）

簡易郵便局
- 新宮松山簡易郵便局（新宮）

- 敷屋簡易郵便局（熊野川町西敷屋）

ゆうちょ銀行
- 大阪支店　イオン新宮店内出張所（橋本）（ATMのみ / ホリデーサービス実施）
- 大阪支店　スーパーセンターオークワ南紀店内出張所（佐野）（ATMのみ / ホリデーサービス実施）
- その他簡易郵便局を除く各郵便局にATMが設置されており、新宮・日足の各郵便局ではホリデーサービスを実施（2011年6月現在）。

※新宮市内の郵便番号は以下のとおり。
- 「647-00xx」「647-11xx」 = 平成の大合併以前からの新宮市域。新宮郵便局の管轄。
  - 民営化以前、「647-11xx」区域（高田、相賀（おうが）、南檜杖（みなみひづえ）小字土ノ河（つちのこ））の集配業務は高田郵便局が担当していたが、同局は2006年9月25日付で集配業務を新宮郵便局に移管し、現在は窓口業務のみとなっている[7]。
- 「647-12xx」 = 熊野川地区。日足郵便局の管轄[8]。

### 運動施設
主な運動施設
- 高田テニス場（人工芝8面）
- 蓬莱テニスコート（人工芝2面）
- 新宮市立総合体育館
- 新宮市民運動競技場(やたがらすサッカー場)
- くろしおスタジアム
- 高田グリーンランド・軽スポーツ施設
- 熊野川ドーム

### マスメディア
- 紀南新聞
- 熊野新聞
- ZTV

### 中継局
- 新宮中継局
- 新宮佐野テレビ中継局

### 電力
- 関西電力 和歌山支店
  - 新宮配電営業所

### ガス
- 新宮ガス

### 上下水道
- 和歌山県企業局

### 電信
- NTT西日本
  - NTTビジネスソリューションズ（NTT西日本-関西）

## 経済

### 第一次産業
農業
旧新宮市域ではコマツナなどの葉物野菜栽培が行われている。旧熊野川町域ではユズ栽培が盛んであったが、近年は人気を受けてジャバラ栽培が盛んとなっており、生産量は北山村と並ぶ程度に発展している。
漁業
三輪崎漁港、新宮港の拠点がある。
「イワシ、サンマ」などの回遊地点にあり、また「イセエビ漁」などが盛ん。
脂の落ち、さっぱりした味わいのサンマは名物のサンマ寿司、サンマの「なれ寿司」の原料にもなる。
畜産
「熊野牛」の生産が盛ん。
林業
古くから「熊野スギ」の産地として知られ、旧熊野川町域は林業で栄えた。

### 第二次産業
工業
木材の積出港であった関係から、製材業、製紙業が盛んである。

### 第三次産業

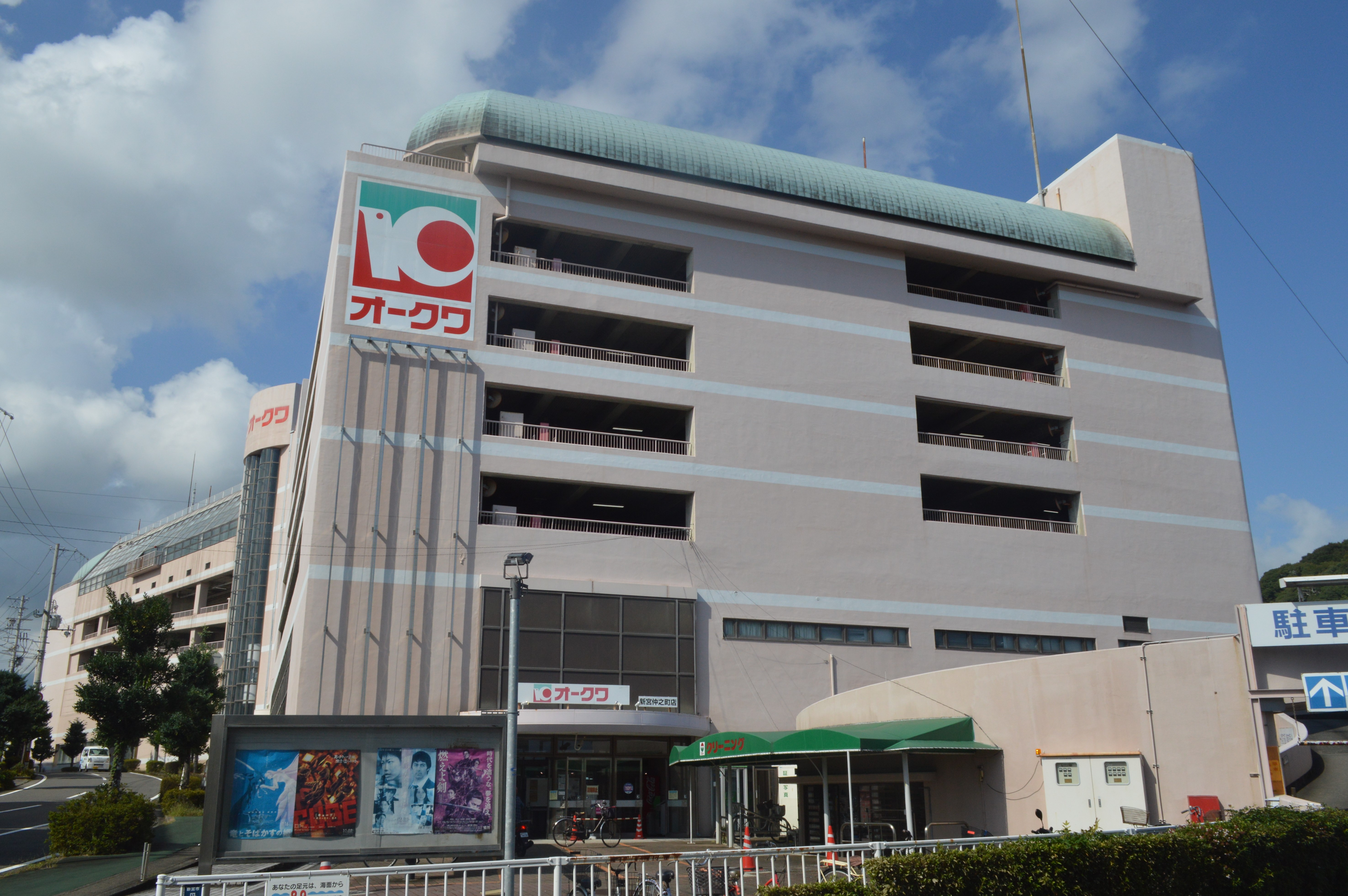
オークワ新宮仲之町店

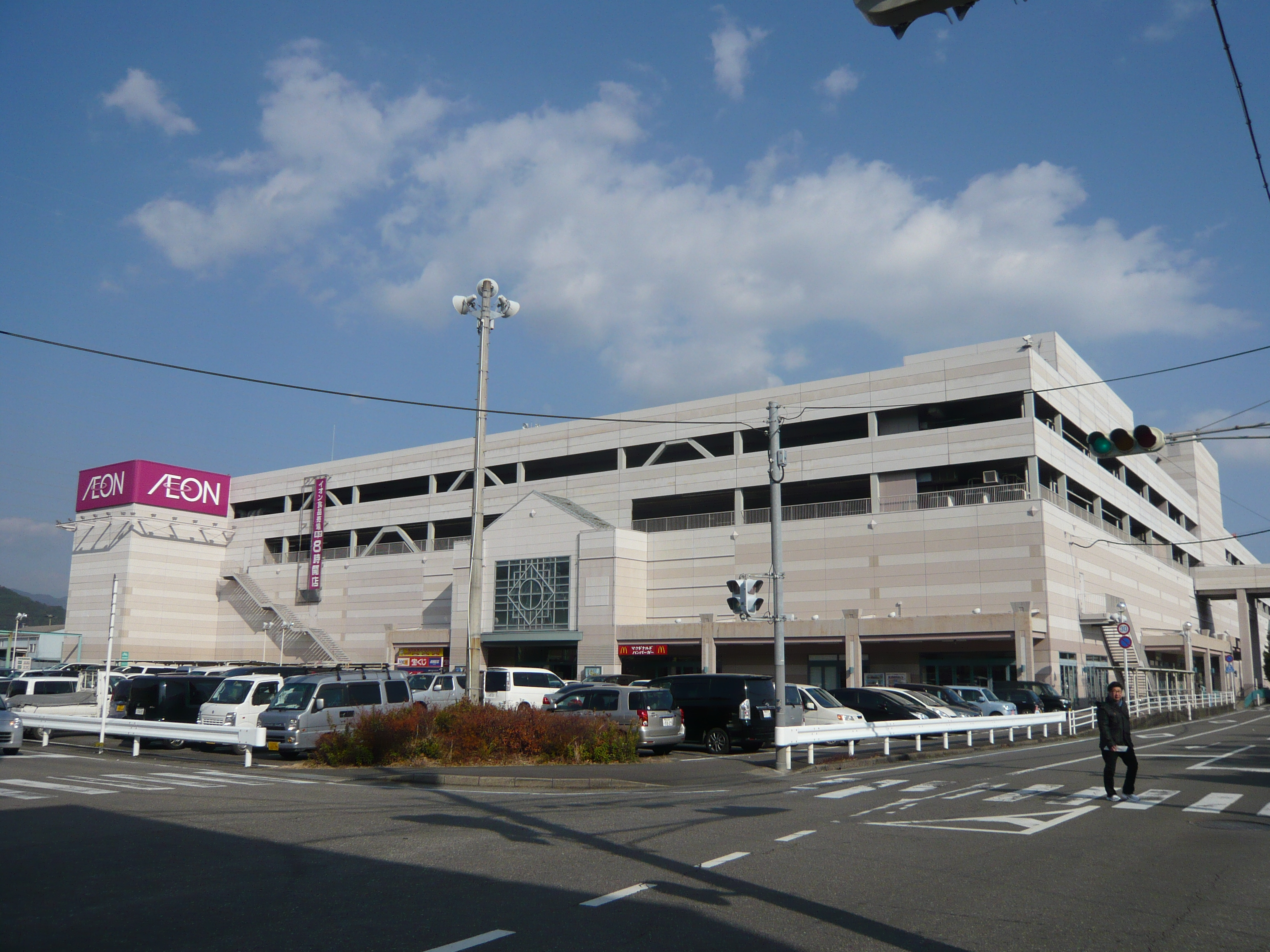
イオン新宮店

#### 商業
新宮市の経済は主にサービス業が大半を占めている。市街地には8つの商店街と1つの専門店街がある。
陸の孤島に在りながら大型商業施設が3つあり（オークワ新宮仲之町店・スーパーセンターオークワ南紀店・イオン新宮店）、奈良県十津川村や三重県紀宝町からの利用者も少なくない。経済圏としては古くから新宮藩として存在していた現・三重県南部（紀宝町・御浜町・熊野市）から田辺市本宮地域、南部は串本町までを有しており、約10万人経済圏の中心都市である。また近畿南部を主に展開しているオークワ創業の地でもある。
主な商業施設
- イオン新宮店
- オークワ新宮仲之町店
- スーパーセンターオークワ南紀店

主な商店街
- 駅前本通り商店街
- 丹鶴専門店街
- 仲之町商店街
- 新町商店街
- 大橋通商店街
- 元町商店街
- 堀端商店街
- 初之地商店街
- 神倉商店街

娯楽施設
- ジストシネマ南紀（佐野） - 映画館
- ジストシネマ新宮（谷王子） - 映画館（閉館）
- 新宮東映劇場（馬場） - 映画館（閉館）
- 新宮葵映画劇場（谷王寺町） - 映画館（閉館）
- 新宮東宝劇場（横町） - 映画館（閉館）
- 新宮熊野座（三輪崎） - 映画館（閉館）

### 金融機関
- 紀陽銀行新宮支店（大橋通）
- 百五銀行新宮支店（大橋通）
- 三十三銀行新宮支店（神倉）
- 新宮信用金庫本店（大橋通）、徐福支店（蓬莱）、佐野支店（佐野）、緑ヶ丘支店（緑ヶ丘）
- 近畿労働金庫新宮支店（野田）
- みくまの農業協同組合新宮支所（井の沢）、みさき支所（三輪崎）

## 教育

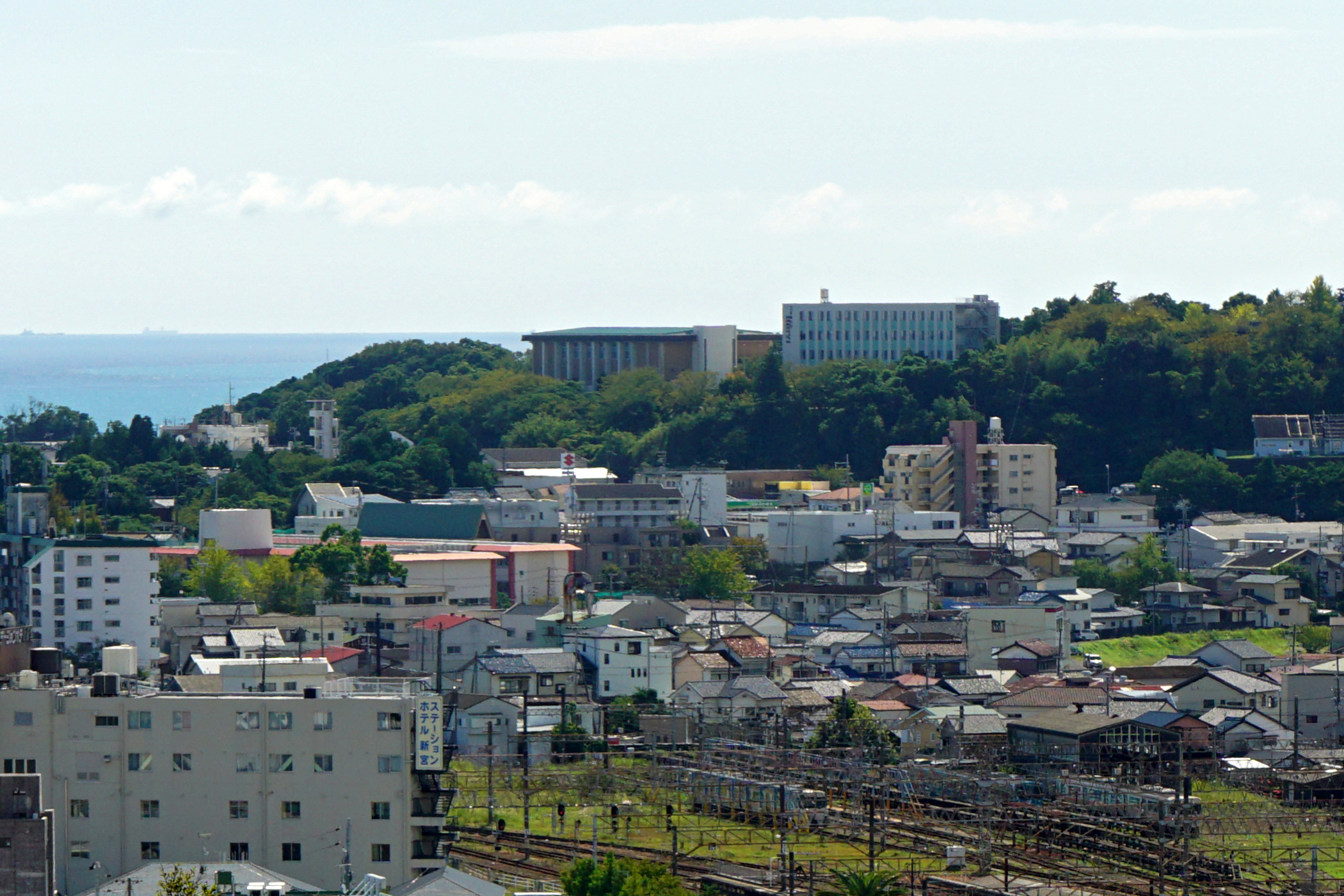
近畿大学附属新宮高等学校・中学校

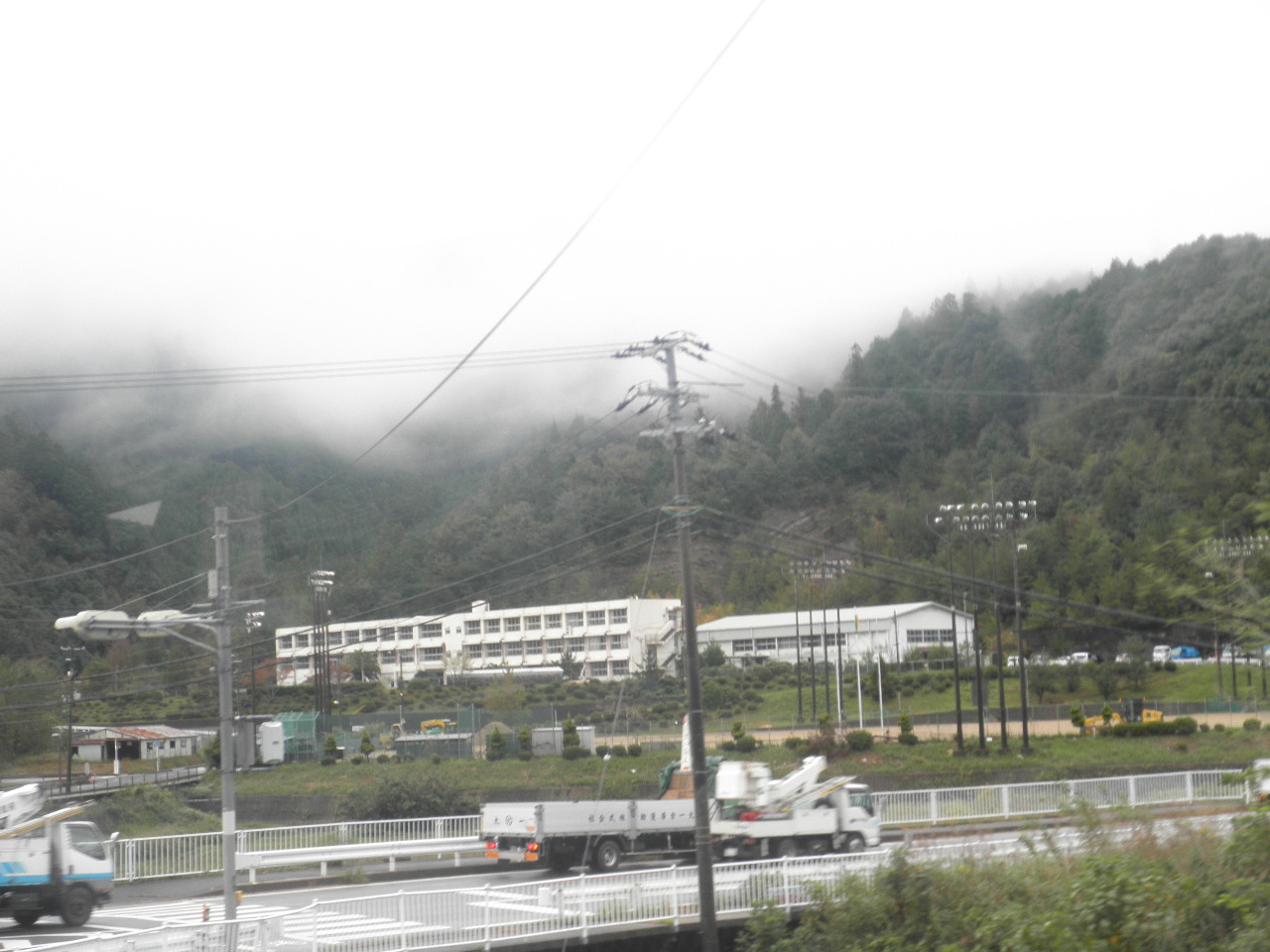
新宮市立熊野川中学校

### 高等学校
私立
- 近畿大学附属新宮高等学校

県立
- 和歌山県立新宮高等学校（全日制と定時制を併設）
- 和歌山県立新翔高等学校（旧：和歌山県立新宮商業高等学校）

### 中学校
私立
- 近畿大学附属新宮中学校

市立
- 新宮市立緑丘中学校
- 新宮市立城南中学校
- 新宮市立光洋中学校
- 新宮市立高田中学校
- 新宮市立熊野川中学校

### 小学校
市立
- 新宮市立神倉小学校(旧千穂小に旧丹鶴小が併合され名称変更)
- 新宮市立王子ヶ浜小学校(旧王子小に旧蓬莱小が併合され名称変更)
- 新宮市立三輪崎小学校
- 新宮市立高田小学校
- 新宮市立熊野川小学校

### 特別支援学校
県立
- 和歌山県立みくまの支援学校

### 職業能力開発校
県立
- 和歌山県立新宮高等技術専門校（職業能力開発促進法に基づく職業能力開発校）

## 交通

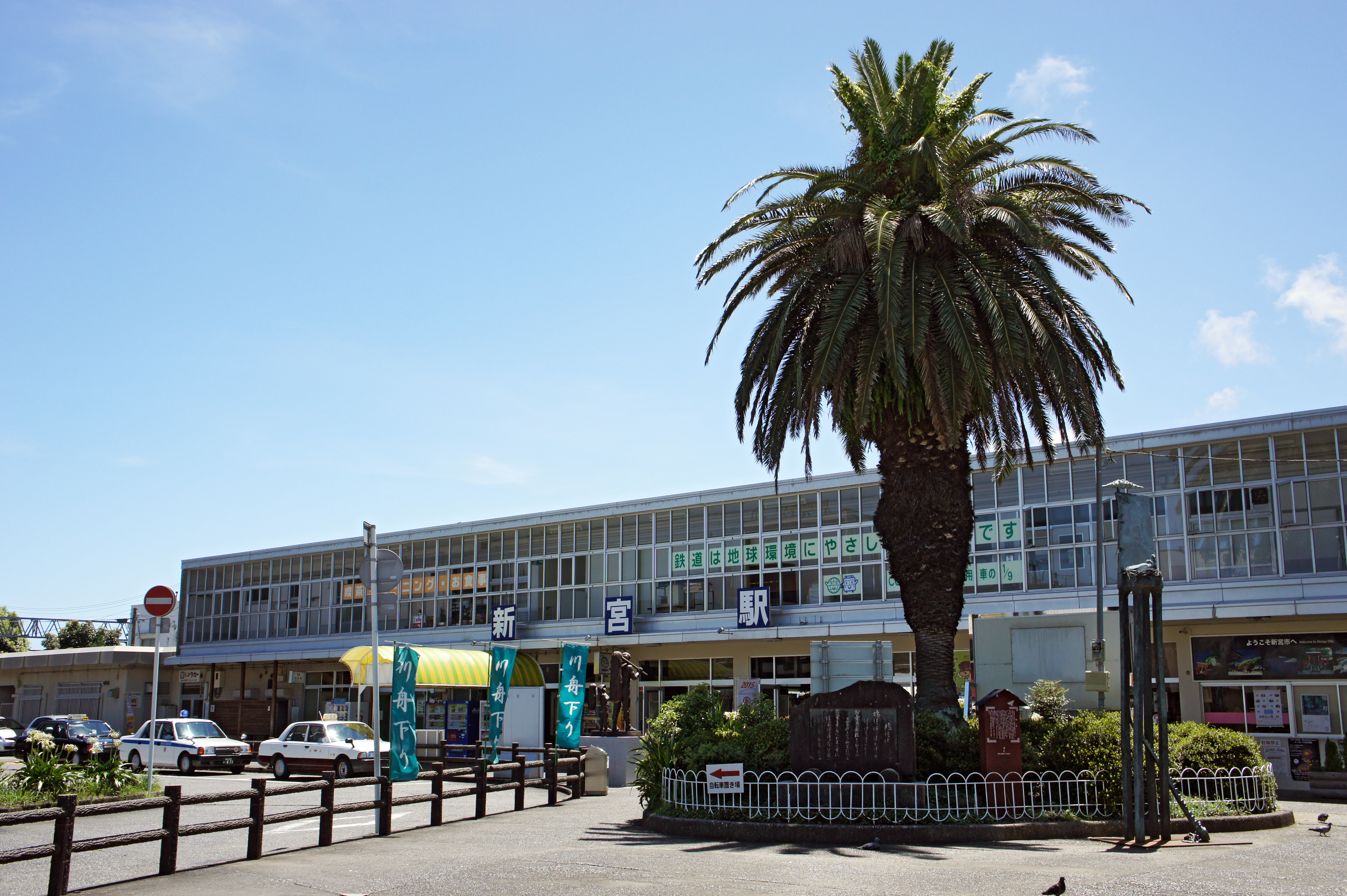
新宮駅

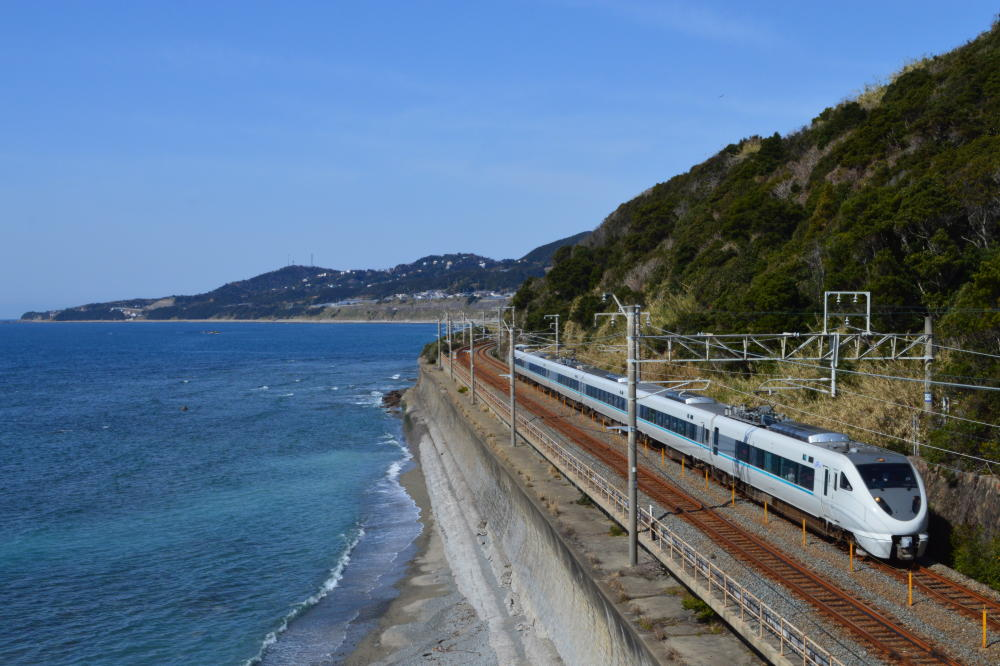
新大阪駅と結ぶ特急くろしお

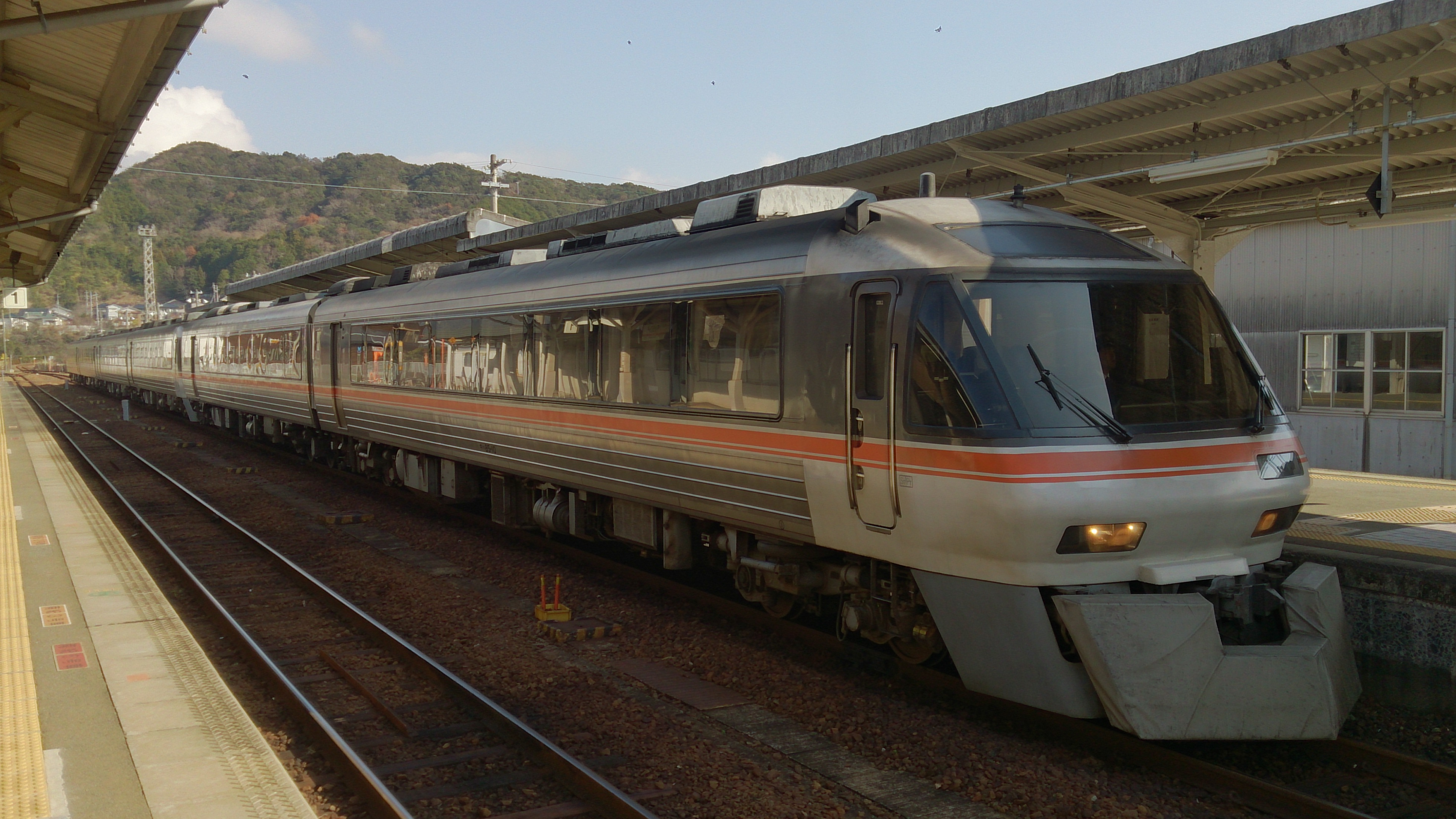
名古屋駅と結ぶ特急南紀

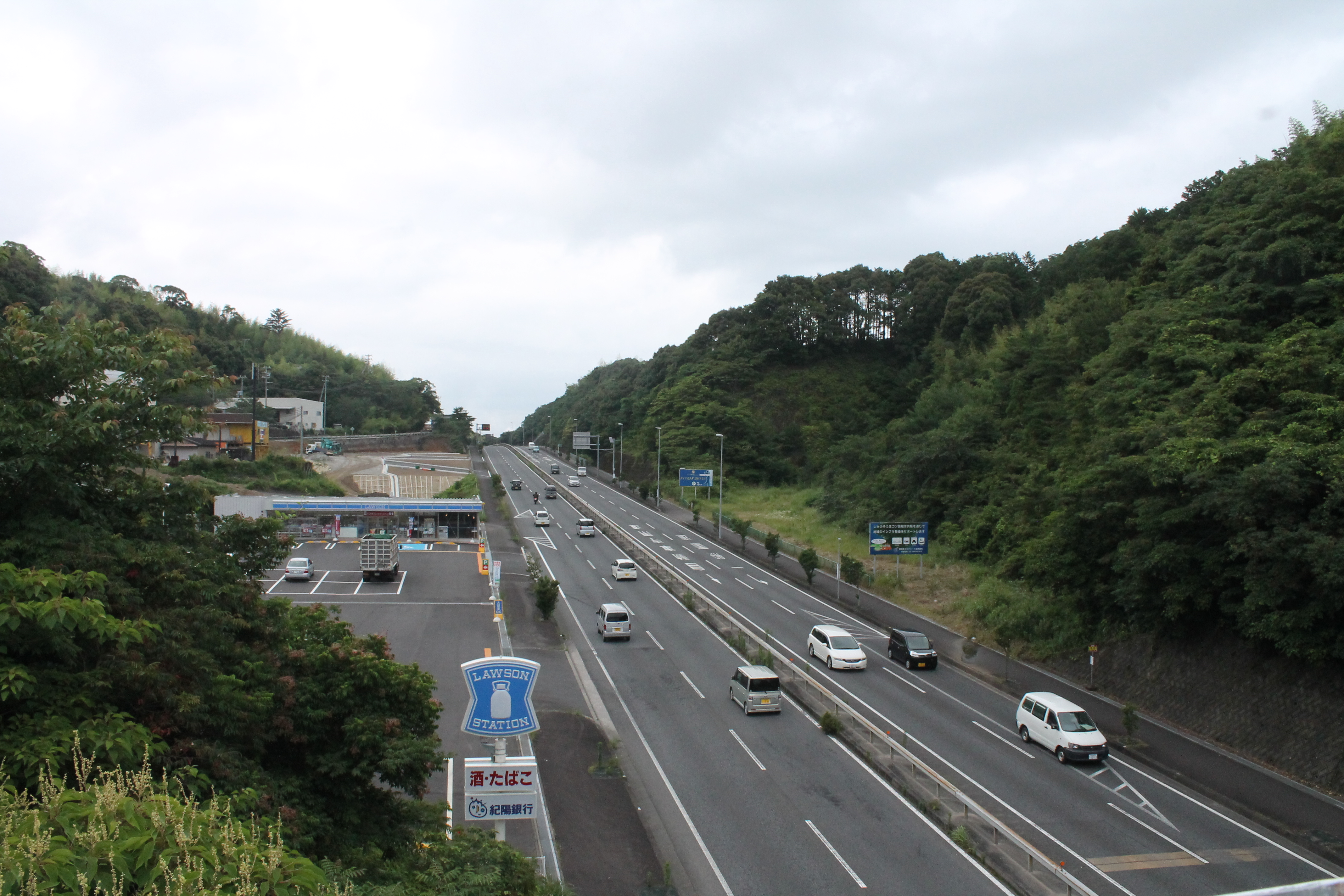
新宮南IC

### 鉄道
市の中心となる駅：新宮駅
東海旅客鉄道（JR東海）・西日本旅客鉄道（JR西日本）
紀勢本線（きのくに線）：新宮駅 - 三輪崎駅 - 紀伊佐野駅

### バス

#### 路線バス
- 熊野御坊南海バス
- 奈良交通
- 明光バス
- 三重交通
- 紀宝町町民バス

#### 都市間バス
高速バス
- 三重交通
  - 名古屋南紀高速バス

空港リムジンバス
- 熊野御坊南海バス
  - 白浜空港リムジンバス

### 道路

#### 高速道路
- 新宮紀宝道路
- 那智勝浦新宮道路：高森交差点 - 新宮南IC - （那智勝浦町）

#### 国道
- 国道42号
- 国道168号
- 国道169号
- 国道311号

#### 県道
主要地方道
- 和歌山県道42号新宮停車場線
- 和歌山県道44号那智勝浦熊野川線

一般県道
- 和歌山県道230号高田相賀線
- 和歌山県道231号あけぼの広角線
- 和歌山県道232号池田港線
- 和歌山県道233号三輪崎港線
- 和歌山県道229号古座川熊野川線
- 和歌山県道780号熊野川紀和線

### 道の駅
- 道の駅瀞峡街道 熊野川

## 観光

### 世界遺産
「紀伊山地の霊場と参詣道」
- 熊野三山
  - 熊野速玉大社
- 参詣道
  - 大峯奥駈道
  - 熊野参詣道：中辺路（熊野川を含む）
  - 雲取越え（大雲取越え、小雲取越え） - 桜茶屋跡、円座石（わろうだいし）

### 名所・旧跡
主な城郭
- 新宮城（丹鶴城）：国の史跡（続日本100名城）

主な寺院
- 宝珠寺
- 本廣寺 - 新宮藩水野氏の菩提寺
- 妙心寺

主な神社
- 阿須賀神社- 新宮市立歴史民俗資料館
- 神倉神社 - 御燈祭（神倉神社、県無形民俗文化財）
- 熊野速玉大社（熊野速玉祭、県無形民俗文化財）
- 佐野王子（熊野九十九王子）
- 浜王子（熊野九十九王子）

主な遺跡
- 宮井戸遺跡：千引岩と黄泉の国信仰の代表的事例となる遺跡

主な街道
- 熊野古道
  - 大峯奥駈道
  - 熊野参詣道：中辺路（熊野川を含む）
  - 雲取越え（大雲取越え、小雲取越え） - 桜茶屋跡、円座石（わろうだいし）

### 観光スポット
自然
- 吉野熊野国立公園
- 瀞峡・瀞八丁 - 国の特別名勝。
- 浮島の森 - 「新宮藺沢浮島植物群落」の名称で国の天然記念物に指定。
- 和田川峡
- 嶋津の森

文化施設
- 熊野神宝館
- 佐藤春夫記念館
- 西村記念館 - 重要文化財。
- 旧チャップマン邸 - 登録有形文化財。

温泉
- 雲取温泉
  - 高田グリーンランド

公園
- 丹鶴城公園
- 新宮城
- 徐福公園

## 文化

### 祭事・催事
- 御燈祭（神倉神社、県無形民俗文化財）
- 熊野速玉祭（熊野速玉大社、県無形民俗文化財）
- 万燈祭り
- 三輪崎の鯨踊（県無形民俗文化財）

### 名産・特産
特産品
- 九重茶
- 熊野牛
- 熊野杉
- コマツナ
- ジャバラ
- 紙製品
- めはりずし
- なれずし

### 団体
- 新宮山彦ぐるーぷ

### スポーツ

#### サイクルロードレース
- キナンサイクリングチーム（ジャパンサイクルリーグ・JCL）
  - 熊野地域を拠点に、ツール・ド・熊野などを中心としたプロコンチネンタルチーム

## 出身関連著名人

### 歴史上の人物
- 源行家 - 平安時代の武将。新宮十郎。
- 平忠度 - 熊野川町音川で生まれ育ったと伝わる。
- 川上不白-江戸千家創設者

### 政治家
- 大石誠之助 - 社会主義者。
- 世耕弘一 - 政治家。近畿大学創設者。
- 世耕弘成 - 政治家。大阪市出身・新宮市在住。

### 実業家
- 岡田章 - 日本経済学会会長。
- 疋田耕造 - 実業家。コーナン創業者。
- 宮本治保 - 実業家。東急電鉄子会社社長。
- 湯川寛吉 - 住友合資総理事。

### 学者
- 小倉清 - 精神科医、精神分析家。日本精神分析協会会長。
- 印東玄得-医学者。
- 西村伊作 - 教育者。
- 畑中武夫 - 天文学者。
- 小池洋次 - 関西学院大学フェロー（元総合政策学部教授）。元日経ヨーロッパ社長。、元世界経済フォーラム・メディア・リーダー

### 芸術家
- 村井正誠-洋画家。新宮市名誉市民
- 佐藤春夫 - 小説家、詩人。
- 鈴木理策 - 写真家。
- 中上健次 - 小説家。
- 仲村和生 - 演劇プロデューサー。
- 東くめ - 作詞家。
- 中山夏希 - 映画監督、アーティスト

### ミュージシャン
- OZA - ミュージシャン。
- KOHKI -ミュージシャン。BRAHMAN。
- NKJM(ナカジー) - ミュージシャン。
- 平野義久 - 作曲家。
- 4106XXX - ミュージシャン。

### スポーツ選手
- 石垣一夫 -元プロ野球選手。
- 小田真也 -元プロ野球選手。
- 岩出雅之 - ラグビー指導者。
- 加藤恒平- サッカー選手。
- 岸野靖之 - サッカー選手。
- 久島海啓太 - 大相撲力士。元・田子ノ浦親方。
- 柴崎由佳 - ソフトテニス選手。
- 嶋田美樹 - 女子バレーボール選手。
- 津越智雄 - 元サッカー選手。FC町田ゼルビアフィジカルコーチ
- 後呂康人-元フットサル選手
- 野中天翔 - プロ野球選手。
- 前岡勤也 - 元プロ野球選手。新宮高等学校出身
- 森浦大輔 - プロ野球選手。
- 山崎慎太郎 - 元プロ野球選手。
- 藪恵壹 - 元プロ野球選手。新宮高等学校出身
- 太田拓弥-元レスリング選手。アトランタオリンピックメダリスト

### タレント
- デューク更家 - ウォーキングドクター。
- 淵上泰史 - 俳優。
- 中村育二 - 俳優。
- 北代祐太-コメディアン。俳優。
- ブティックあゆみ-お笑い芸人。

### その他
- 大橋貴洸 - 将棋棋士。
- やまさき拓味 - 漫画家。
- 能條桃子-活動家。